# Resolutie 1264 Veiligheidsraad Verenigde Naties
Resolutie 1264 van de Veiligheidsraad van de Verenigde Naties werd unaniem door de Veiligheidsraad van de Verenigde Naties aangenomen op 15 september 1999. De resolutie autoriseerde de multinationale vredesmacht INTERFET in Oost-Timor.

## Achtergrond
Nadat Portugal zijn kolonies losgelaten had, werd Oost-Timor eind 1975 na een korte burgeroorlog onafhankelijk. Korte tijd later viel Indonesië het land binnen en brak een oorlog uit, waarna Oost-Timor werd ingelijfd. In 1999 stemde Indonesië in met een volksraadpleging over meer autonomie of onafhankelijkheid, waarop het merendeel van de bevolking voor de tweede optie koos.

## Inhoud

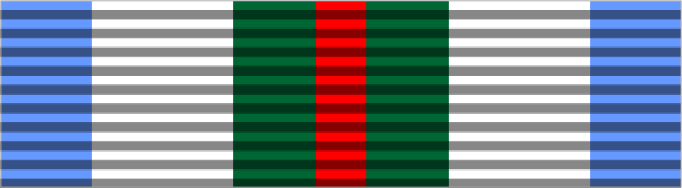
Het INTERFET-gesp.

Op 30 augustus was met succes een volksraadpleging gehouden in Oost-Timor. Intussen was er bezorgdheid over de verslechterende veiligheidssituatie, het geweld en de vele ontheemde inwoners. Ook onder meer de UNAMET-missie en hulpverleners waren al aangevallen. Rapporten spraken ook over schendingen van de mensenrechten. Indonesië had laten weten een internationale vredesmacht in Oost-Timor te zullen aanvaarden.
De Veiligheidsraad veroordeelde al het geweld in Oost-Timor en vroeg dat de verantwoordelijken werden berecht. Hij autoriseerde de oprichting van een multinationale macht onder gezamenlijk commando met als taken het herstellen van de vrede, de UNAMET-missie beschermen en humanitaire operaties bijstaan. In het akkoord van de VN met Indonesië en Portugal was ook vastgelegd dat de autoriteit over Oost-Timor zou worden overgedragen aan de VN en de multinationale macht werd gevraagd dit te ondersteunen. Ook werd secretaris-generaal Kofi Annan gevraagd een VN-overgangsbestuur voor te bereiden.

## Verwante resoluties
- Resolutie 1257 Veiligheidsraad Verenigde Naties
- Resolutie 1262 Veiligheidsraad Verenigde Naties
- Resolutie 1272 Veiligheidsraad Verenigde Naties
- Resolutie 1319 Veiligheidsraad Verenigde Naties (2000)

Lijst ·  1220 ·  1221 ·  1222 ·  1223 ·  1224 ·  1225 ·  1226 ·  1227 ·  1228 ·  1229 ·  1230 ·  1231 ·  1232 ·  1233 ·  1234 ·  1235 ·  1236 ·  1237 ·  1238 ·  1239 ·  1240 ·  1241 ·  1242 ·  1243 ·  1244 ·  1245 ·  1246 ·  1247 ·  1248 ·  1249 ·  1250 ·  1251 ·  1252 ·  1253 ·  1254 ·  1255 ·  1256 ·  1257 ·  1258 ·  1259 ·  1260 ·  1261 ·  1262 ·  1263 ·  1264 ·  1265 ·  1266 ·  1267 ·  1268 ·  1269 ·  1270 ·  1271 ·  1272 ·  1273 ·  1274 ·  1275 ·  1276 ·  1277 ·  1278 ·  1279 ·  1280 ·  1281 ·  1282 ·  1283 ·  1284